# Lula Ali Ismail
Lula Ali Ismail, ou Lula Ali Ismaïl, née en 1978, est une actrice, scénariste et réalisatrice djiboutienne qui vit et travaille au Canada.

## Biographie
Ali Ismail est née à Djibouti en 1978 dans une famille Issa. Sa famille émigre au début des années 1990 à Montréal, au Canada. Elle s’intéresse au monde du théâtre, et suit un cours d’art théâtral pendant deux ans. Mais, désirant poursuivre comme comédienne, elle ne se voit proposer ensuite que des rôles mineurs dans plusieurs séries télévisées,.
En 2012, elle se lance de l’autre coté de la caméra, comme réalisatrice et scénariste, et crée un court métrage de 27 minutes, intitulé Laan (Amis),, qui raconte l'histoire de trois jeunes femmes de Djibouti dans une société accro au khat[,. Elle y joue également un des rôles principaux. C'est le premier film réalisé par une Djiboutienne. Elle raconte que les fonds nécessaires à la réalisation de ce film ont été récoltés principalement avec l'aide de sa famille et de ses amis. Quand elle est arrivée à Djibouti, elle a contacté le ministère de la Culture pour obtenir un soutien, mais le gouvernement n'avait pas de budget pour de tels projets. Le film est projeté dans différents festivals en Afrique, en France, et en Amérique du Nord, et est bien accueilli par la critique.
En 2014, elle tourne son premier long métrage, Dhalinyaro (Jeunesse). Le film suit trois jeunes femmes issues de milieux socio-économiques différents. Le film est soutenu par l'Organisation internationale de la Francophonie, avec des bailleurs de fonds du Canada, de Somalie, de France et de Djibouti, où il est entièrement tourné. La première est présentée en 2017 à Djibouti, en présence des ministres de l’Éducation, de la Communication et de la Culture,,,.

## Filmographie
- Laan, 2011
- Dhalinyaro, 2017